# توشیرو یاناگیبا
توشیرو یاناگیبا (انگلیسی: Toshirō Yanagiba؛ زادهٔ ۳ ژانویهٔ ۱۹۶۱) هنرپیشه، و صداپیشه اهل ژاپن است.
از فیلم‌ها یا برنامه‌های تلویزیونی که وی در آن نقش داشته‌است می‌توان به آکچی میتسوهیده، مردی که خدا عاشقش نبود اشاره کرد.